# 昂斯哈特 (新澤西州)
昂斯哈特（英語：Ong's Hat）是位於美國新澤西州伯靈頓縣的鬼鎮。

## 地理
昂斯哈特所處的海拔為高於海平面30米（即98英呎），而該地所採用的時區為UTC-5，即北美东部时区（EST）。同時該地設有夏令時間，為UTC-5調快一小時，即UTC-4（EDT）。